# Dontostemon glandulosus
Dontostemon glandulosus là một loài thực vật có hoa trong họ Cải. Loài này được (Kar. & Kir.) O.E.Schulz mô tả khoa học đầu tiên năm 1929.